# Heinrichswil-Winistorf
Heinrichswil-Winistorf là một đô thị thuộc huyện hành chính Wasseramt, bang Soloturn, Thụy Sĩ. Đô thị này có diện tích 3,1 km2, dân số thời điểm tháng 12 năm 2009 là 561 người. Đô thị này được lập năm 1993 từ sự hợp nhất của Heinrichswil và Winistorf.